# هورست كيسلر
هورست كيسلر (بالألمانية: Horst Kessler)‏ هو كيميائي وأستاذ جامعي ألماني، ولد في 5 أبريل 1940 في زول في ألمانيا.